# Måns Mårtensson Karesuando
Måns Mårtensson Karesuando, död mellan 1690 och 1692. Antagligen född i Juoksengi. Grundare av Karesuando by, länsman i  Suonttavaara 1678-1683, nämndeman i Enontekis tingslag 1680-1688. Han tillhörde den birkarlssläkt, som sedermera kom att kallas Inga och ansågs vara Lapplands rikaste man. År 1684 uppskattades han ha 25 à 30 kor, 400 får, samt 300 à 400 renar.
Skalden och soldaten Antti Keksi kallar honom i sitt kväde om islossningen 1677 (rad 165-166): ”Hyvä Maunu Martinpoika, potentaati Pohjanmaalla.” – ”Gode Måns Mårtensson, potentat i Nordanlanden.” Man får intrycket av att den gamle soldaten Ailin Matti, som i kvädet fäller de citerade orden, använder Måns Mårtenssons namn som ett kraftuttryck.